# 牛池灣文娛中心

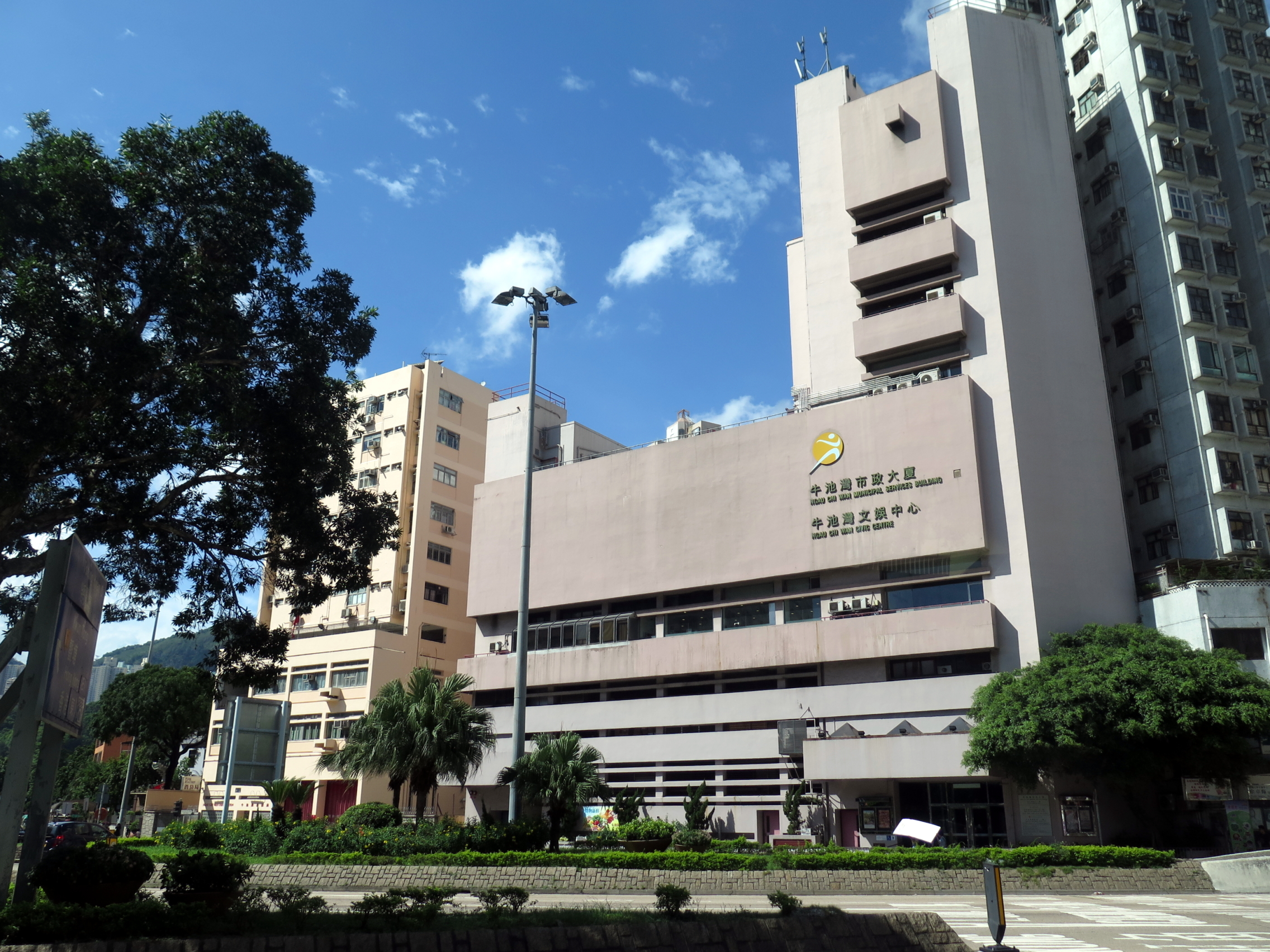
牛池灣文娛中心

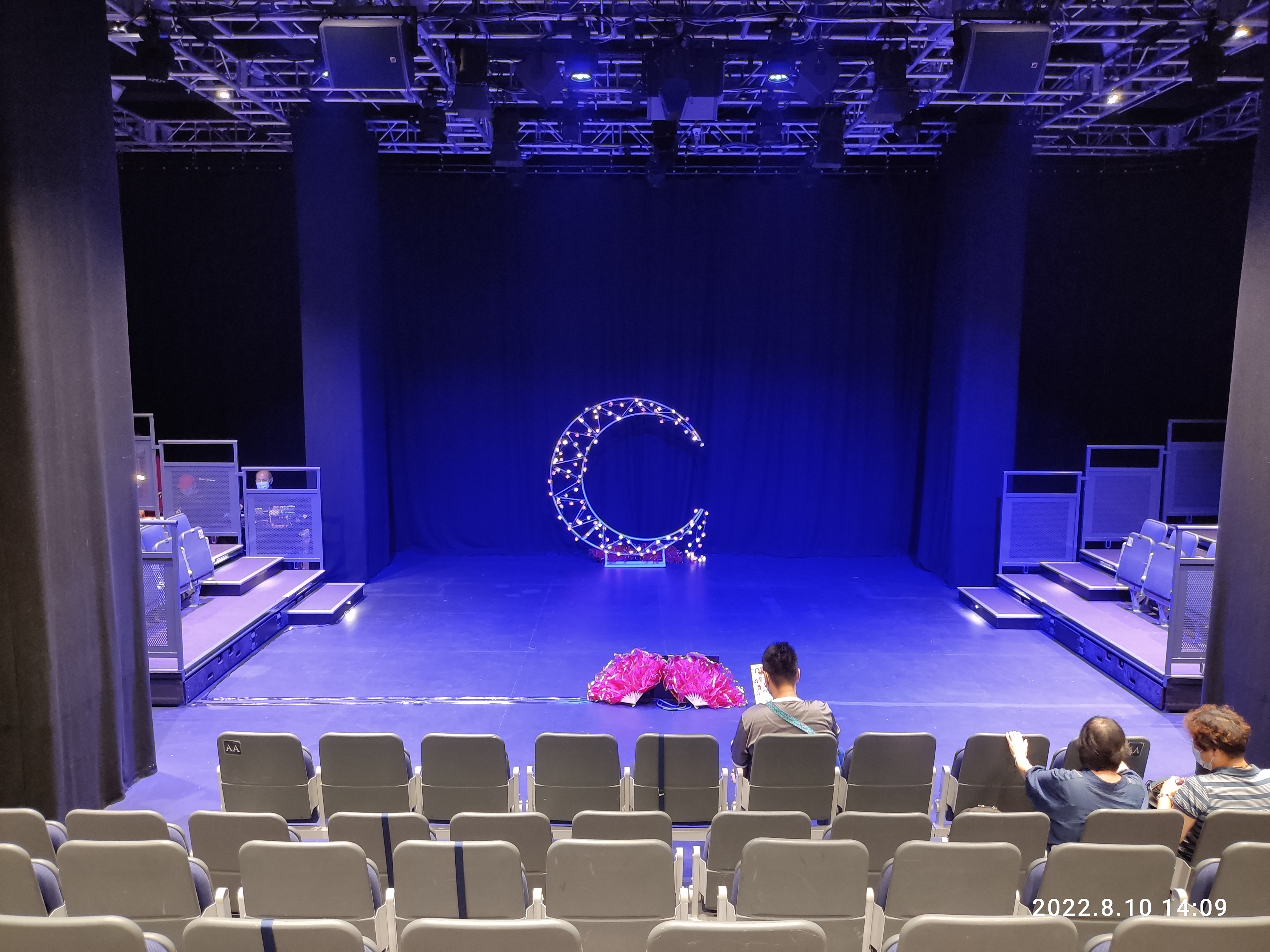
文娛廳

牛池灣文娛中心（英語：Ngau Chi Wan Civic Centre），位於香港九龍牛池灣清水灣道11號，於1987年啟用，毗鄰牛池灣消防局、街市、坪石邨公屋、港鐵彩虹站、巴士總站、牛池灣公共圖書館及室內體育館等。文娛中心於2002年初曾經進行翻修工程，於同年六月中旬重新開放。展覽廳亦已於2004年初完成一系列的改善工程，並正式易名為文娛廳。

牛池灣文娛中心位於牛池灣市政大廈內、由康文署管理，設施有：劇院、文娛廳、演講室、美術室、舞蹈練習室及音樂練習室等。牛池灣文娛中心是不少本地表演劇團出身之地，人稱文化藝術的搖籃。